# 프란시스코 하비에르 베르메호
프란시스코 하비에르 베르메호 카바예로(스페인어: Francisco Javier Bermejo Caballero, 1955년 3월 9일, 에스트레마두라 주 바다호스 ~)는 스페인의 전직 축구 선수로, 주로 아틀레티코 마드리드에서 미드필더로 활약했다. 그는 1976년 하계 올림픽에 스페인 선수단 일원으로 대회에 참가했다.

## 수상
아틀레티코 마드리드
- 라 리가: 1976-77
- 코파 델 헤네랄리시모: 1975-76
- 인터콘티넨털컵: 1974